# آلفباخ (پروم)
آلفباخ (به آلمانی: Alfbach) یک جویبار در آلمان است که در راینلاند-فالتس واقع شده‌است.